# رگرسیون غیرخطی
در آمار، رگرسیون غیرخطی (به انگلیسی: Nonlinear regression) شکلی از تحلیل رگرسیونی است که در آن داده‌های مشاهده‌ای توسط تابعی مدل‌سازی می‌شوند که ترکیبی غیرخطی از پارامترهای مدل است و به یک یا چند متغیر مستقل بستگی دارد. داده‌ها با روشی از تقریب‌های متوالی برازش می‌شوند.
نمودار نشان می‌دهد که شوری خاک (X) در ابتدا هیچ تأثیری بر عملکرد محصول (Y) خردل ندارد، تا زمانی که یک مقدار بحرانی یا آستانه‌ای (نقطه شکست)، پس از آن بر عملکرد تأثیر منفی می‌گذارد.

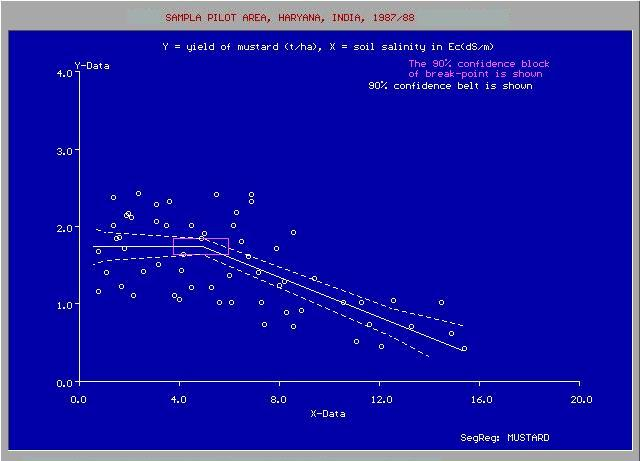
عملکرد خردل و شوری خاک

برای جزئیات بیشتر سینتیک میکائلیس-منتن را ببینید